# Beckers Group
Beckers Group är ett företag inriktat på färgprodukter för industriell ytbehandling av metall och plast. Företaget är helägt av AB Wilh. Becker, som sedan 1985 ägs av Lindéngruppen, och bildades formellt 2012 ur Becker Industrial Coatings. Huvudkontoret ligger i Berlin.

## Verksamhet
Beckers Group är uppdelat i tre affärsområden:
- Coil Coatings – Produkter för bandlackering, färgning av metall innan den formats till slutprodukt.
- Industrial Coatings – Industrifärger för ytor på till exempel maskiner och fordon efter att materialet är färdigformat.
- Consumer Design Finishes – För ytbehandling av konsumentprodukter, framförallt elektronik.

Totalt har företaget omkring 1800 anställda (2014).

## Historia
Moderbolaget, färgföretaget AB Wilh. Becker, grundades 1865. Dess första kliv in på området industrifärger togs 1951, i och med köpet av företaget Arvid Lindgren Färg & Ferniss i Märsta. Företagets verksamheten expanderade så småningom även internationellt, med både egen tillväxt och företagsköp.
År 1983 samlades verksamheterna inom trä, metall, plast och pulverfärg i dotterbolaget Beckers industrifärg AB, för att 1990 delas upp i tre områden: Beckers Acroma för träindustrin, Beckers Powder för plast- och pulverfärger samt Becker Industrial Coatings för metallindustrin.
Efter att moderbolaget avyttrat segmenten med konsument- och byggfärger samt färger för träindustrin, omorganiserades industrifärgsegmentet 2012 till Beckers Group, med sina tre affärsområden Coil coatings, Industrial coatings och Consumer design finishes.